# Brouwerij De Zwaan (Aalst)
Brouwerij De Zwaan, ook wel Brouwerij Moens - Van Assche, is een voormalige brouwerij gelegen in de Molendries (11) 17 te Aalst en was actief van 1883 tot 1921. 

## Geschiedenis
De brouwerij werd gestart in 1883 onder de naam Moens-Van Assche door Max Moens, gehuwd met brouwersdochter Elmyre Van Assche. Elmyre kwam uit de familie Van Assche die al een stokerij had in 1731 met de naam Le Lion D'or of De Gouden Leeuw, die later door Charles-Antoine Van Assche  en zijn oudste zoon Charles Van Assche gerund werd. De kleinzoon Charles Raymond-Domien Joseph huwde met Maria Callebaut van de brouwersfamilie Callebaut. Later hertrouwde zijn weduwe met brouwer Jozef De Bliek van brouwerij De Tijger. Ook de vader van Elmyre, Matthias Felix van Assche, had een brouwerij, in de Molenstraat te Aalst. Vanaf 1913 mocht Max Moens de naam van zijn moeder, de Hase, middels een Koninklijk Besluit bij zijn achternaam voegen. Na WO I - de koperen ketels werden door de Duitse bezetter in beslag genomen - werd de brouwerij niet meer heropgestart. 
Op 16 juni 1920 werd de brouwerij verkocht aan de socialistische coöperatieve "Hand in Hand" en werd het brouwen gestaakt. 

## Bieren[1]
- Bock
- Bockbier
- Keukenbier
- Uitzet